# Баракуда європейська
Баракуда європейська (Sphyraena sphyraena) — велика хижа риба родини Sphyraenidae. Морська субтропічна пелагічна риба, до 165 см довжиною.
Поширена у східній Атлантиці від Біскайської затоки до Намібе (Ангола), а також у Середземному і Чорному морях, біля Мадейри, Канар і Азор; у західній Атлантиці біля Бермуд і Бразилії. В Україні неодноразово зустрічався у Одеській затоці, біля Севастополя, остання знахідка була у 2007 р. у Балаклавській бухті.